# Ilie Oanăstadion (1937)
Het Ilie Oanăstadion was een multifunctioneel stadion in Ploiești, een stad in Roemenië. Het werd vooral gebruikt voor voetbalwedstrijden van de voetbalclub Petrolul Ploiești. In het stadion konden 14.000 toeschouwers. Het stadion werd in 2010 afgebroken om plaats te maken voor een nieuw stadion, met dezelfde naam.
Het stadion werd vernoemd naar Ilie Oană, een Roemeens speler die voor het nationale elftal uitkwam en later ook coach. Het stadion heette eerder ook Stadionul Petrolul. 

## Interlands
| Voetbalinterlands | Voetbalinterlands | Voetbalinterlands   | Voetbalinterlands | Voetbalinterlands | Voetbalinterlands |
| №                 | Datum             | Wedstrijd           | Uitslag           | Competitie        | Toeschouwers      |
| ----------------- | ----------------- | ------------------- | ----------------- | ----------------- | ----------------- |
| 1                 | 17 november 1966  | Polen – Roemenië    | 4–3               | Vriendschappelijk | 8.000             |
| 2                 | 6 juni 1998       | Roemenië – Moldavië | 5–1               | Vriendschappelijk | 7.000             |